# Thyasira grandis
Thyasira grandis är en musselart som beskrevs av Addison Emery Verrill och Smith 1885. Thyasira grandis ingår i släktet Thyasira och familjen Thyasiridae. Inga underarter finns listade i Catalogue of Life.